# Adrián Jusino
Adrián Johnny Jusino Cerruto (ur. 9 lipca 1992 w Springfield) – boliwijski piłkarz występujący na pozycji środkowego obrońcy, reprezentant Boliwii, od 2021 roku zawodnik The Strongest.
Jego matka pochodzi z Boliwii. On sam urodził się w Stanach Zjednoczonych, jednak w wieku trzech lat przeniósł się do Boliwii, gdzie dorastał w mieście Coroico.